# Agència de publicitat

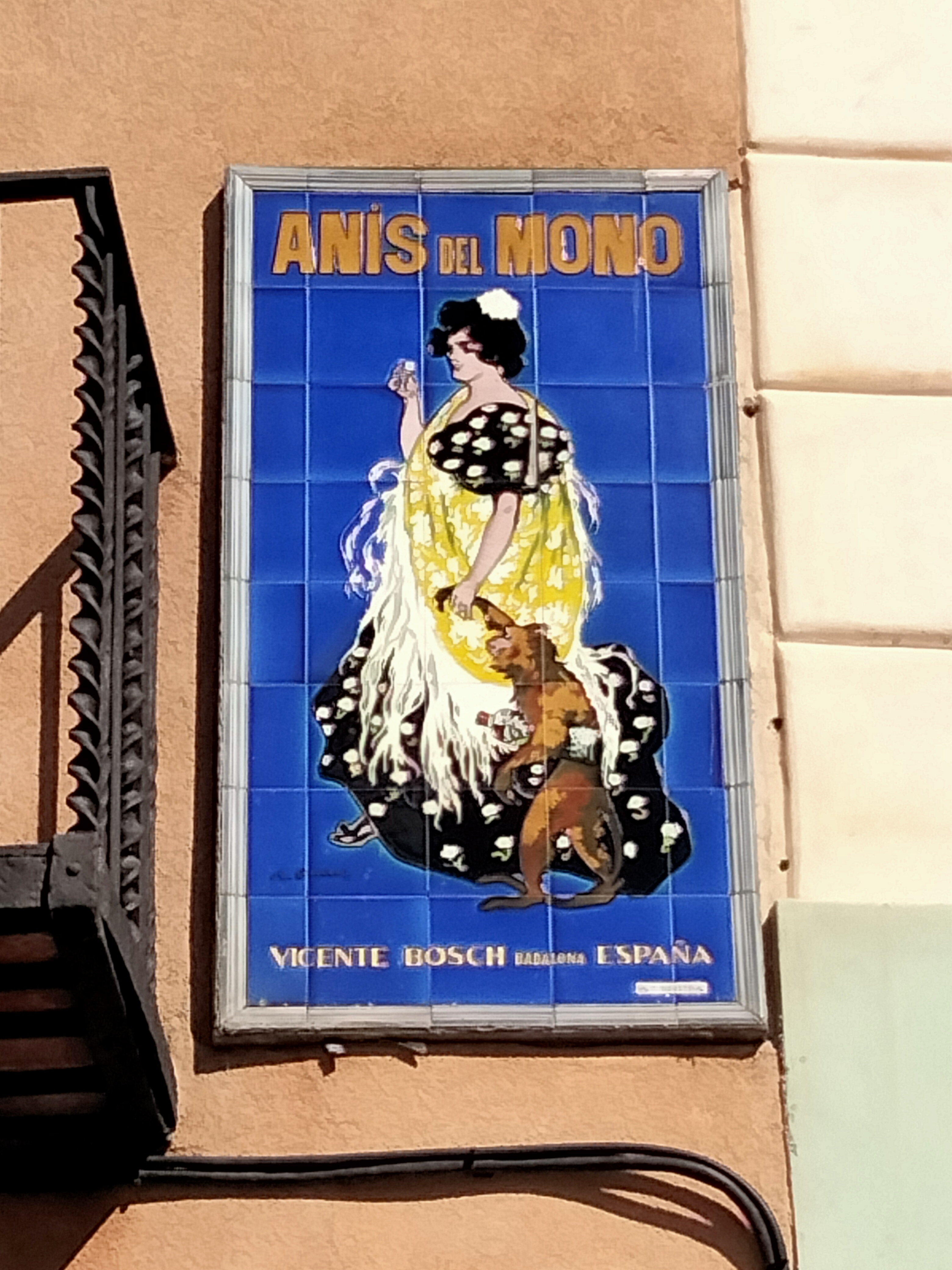
Anunci ceràmic d'Anís del Mono a Mataró

Una agència de publicitat és una empresa dedicada a crear, planificar i gestionar publicitat i, de vegades, altres formes de promoció i màrqueting per a la seva clientela. És generalment un servei independent del client, o pot ser un departament intern de l'empresa que ofereix un punt de vista extern i gestiona les promocions de vendes de la marca comercial.
Els clients típics d'una agència de publicitat són empreses i corporacions, organitzacions sense ànim de lucre o entitats privades, que contracten els seus serveis per a produir anuncis de televisió, publicitat radiofònica, publicitat en línia, publicitat exterior, màrqueting per a mòbils i publicitat amb realitat augmentada, com a part d'una campanya publicitària.

## Història
La primera agència de publicitat reconeguda va ser William Taylor el 1786. Una altra agència primerenca, iniciada per James «Jem» White el 1800 al carrer londinenc de Fleet Street, va acabar evolucionant cap a White Bull Holmes que va deixar el negoci a finals de la dècada del 1980. El 1812, George Reynell, un oficinista de The London Gazette, va fundar una altra de les primeres agències de publicitat, també a Londres. Aquesta va romandre com una empresa familiar fins al 1993 amb el nom de Reynell & Son, i ara forma part de l'agència TMP Worldwide.

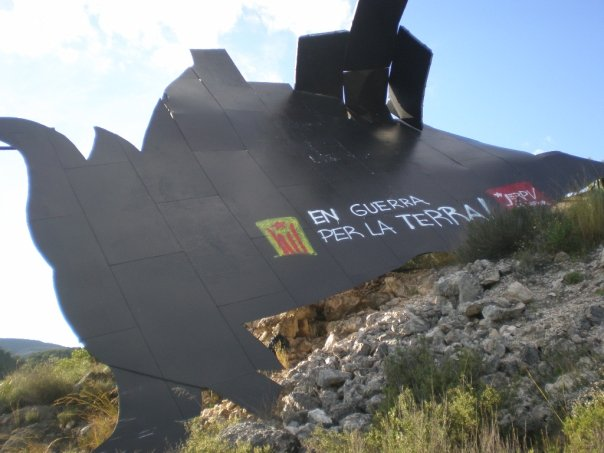
Toro d'Osborne enderrocat a Tavernes de la Valldigna

Volney B. Palmer va obrir la primera agència de publicitat estatunidenca a Filadèlfia el 1850 que va col·locar anuncis produïts pels seus clients en diversos diaris. El 1856, el fotògraf Mathew Brady va crear el primer anunci modern al periòdic New York Herald que oferia «fotografies, ambrotips i daguerreotips». Els seus anuncis van ser els primers en què la tipografia i la font eren diferents del text de la publicació i del d'altres anuncis. Aquell mateix any, Robert E. Bonner va publicar el primer anunci de pàgina sencera en un diari. Rafael Roldós va fundar al segle xix Roldós y Compañía, la primera agència de publicitat de l'Estat espanyol i la més antiga d'Europa en actiu.
A principis del segle xxi, empreses de consultoria de gestió com PwC i Deloitte van començar a competir amb les agències publicitàries posant èmfasi en l'anàlisi de dades. El 2017, Accenture va ser la sisena agència de publicitat més gran del món, darrere de WPP, Omnicom, Publicis, Interpublic i Dentsu.